# NGC 3988
NGC 3988 est une galaxie elliptique située dans la constellation du Lion. NGC 3988 a été découverte par l'astronome britannique John Herschel en 1831.

## Caractéristiques
Sa vitesse par rapport au fond diffus cosmologique est de 6 830 ± 21 km/s, ce qui correspond à une distance de Hubble de 100,7 ± 7,1 Mpc (∼328 millions d'al).
À ce jour, une mesure non basée sur le décalage vers le rouge (redshift) donne une distance d'environ 82,900 Mpc (∼270 millions d'al). Cette valeur est à l'extérieur des valeurs de la distance de Hubble. Notons cependant que c'est avec la valeur moyenne des mesures indépendantes, lorsqu'elles existent, que la base de données NASA/IPAC calcule le diamètre d'une galaxie et qu'en conséquence le diamètre de NGC 3988 pourrait être d'environ 29,9 kpc (∼97 500 al) si on utilisait la distance de Hubble pour le calculer.